# Johanna Bassani
Johanna Bassani, född 25 april 2002, död 5 maj 2020, var en österrikisk utövare av nordisk kombination. Hon tävlade för UVB Hinzenbach och vann som tolvåring stadsmästerskapet i längdskidåkning i hemstaden Attnang-Puchheim. Hon tog bland annat silvermedalj i österrikiska mästerskapen i nordisk kombination 2019.